# Casa Palacio de Julio Castanedo
La Casa Palacio de Julio Castanedo, es una monumental casa aristocrática situada en la Calle de Velázquez número 63, en el barrio de Salamanca (Madrid, España).
Fue construida de 1906 a 1908 por Tomás Gómez-Acebo y Retortillo como casa-palacio para Don Julio Castanedo. Desde su creación, el edificio fue ocupado por un bufete de abogados, del despacho británico-australiano Herbert Smith Freehills. Al edificio se le dotó de un ascensor de la marca Schneider en su construcción. La caja del ascensor la hizo la ebanistería Pinillos, que estaba situada en la calle de Espoz y Mina, 5 de Madrid. 
De estilo ecléctico, tiene una fuerte influencia francesa y una sobresaliente forja neogótica.
Durante la Guerra Civil fue Cuartel General de las Brigadas Internacionales y posteriormente sede del Ayuntamiento de Madrid Republicano. Después de la guerra civil cambió en diversas ocasiones de propietarios y de uso.
El 4 de junio de 1977 fue incoado como Bien de Interés Cultural en tramitación.
Durante más de una década, desde 1997 al año 2013 fue la sede del bufete de abogados Cuatrecasas Goncalves Pereira. Actualmente se encuentra en alquiler.